# 輪環の魔導師
『輪環の魔導師』（りんかんのまどうし）は、渡瀬草一郎による日本のライトノベル。イラストは碧風羽が担当している。電撃文庫（メディアワークス→アスキー・メディアワークス）にて2007年11月から2012年8月まで刊行された。

## 主要登場人物
セロ
主人公。14歳。見習い薬師。祖父は世界有数の魔導具職人だったが、本人はなぜか一切の魔導具を使用することが出来ない。理論上の存在に過ぎなかったはずの魔導具「還流の輪環（ソリッド・トーラス）」を狙う魔族に付け狙われる。
フィノ
貴族の令嬢。セロの2つ年上の美少女。フルネームはフィリアーノ・ミストハウンド・ドリアルド。ヤンデレ。
アルカイン
<闇語り>の二つ名を持つ魔導師。魔人ファンダールの弟子で、ごく希な闇属性の魔導師。呪いで直立歩行する黒猫に姿を変えられている。フルネームはアルカイン・ダークフィールド・ロムネリウス。
ホークアイ
二つ名は<鷹の目の学士>。アルカインの兄弟弟子で、知識や魔導具の作成能力はとても高いが、遺跡や研究対象の事となると…。分析や交渉を得意とするが体術（格闘術）にも長ける。フルネームはホークアイ・デフィスボウム・ダナウス。
シズク
東方出身の美女。「四重奏の戦輪」という魔導具を用い、戦闘能力は高い。アルカインに積極的な恋愛アタックを掛け続けている。フルネームはシズク・ナギノセンリン・アマガハラ。
ティアネス
外見的には幼女だが、古代兵器「樹兵」ナシュレイを制御する神珠。セロに懐く。

### 魔族
西天将ルナスティア
魔族の最高位を持つ四人のひとり。<人形遣い>。「アルカイン」と名づけた黒猫のぬいぐるみを常に抱えた少女の姿をしている。可愛いもの、美しいもの、実力を兼ね備えているものを愛している。ゴスロリ。魔導具「ハイヤードの傀儡」を用いて製作した魔人形と人間を入れ替えることでエルフール王国を乗っ取った。
北天将ルーファス
魔族の最高位を持つ四人のひとり。壮年の男性。「風斬りの指揮棒」を始めとする莫大な魔力と複雑な制御を必要とする強力な魔導具をいくつも操る。
南天将デルフィエ
魔族の最高位を持つ四人のひとり。ルーダ族の壮年の男性。「幽霊紳士録」という古の魔導具を使う。聖教会の司祭だった。
東天将ライセン
魔族の最高位を持つ四人のひとり。
ハルムバック
魔道具「吸魂の指輪」を使う男性。
転瞬の舞姫ラダーナ
魔道具「告死鳥の靴」を使う女性。
ミュールストン
魔族ではなくただの人間だが、六賢人に恨みを持っており魔族の味方をする。魔道具職人としての腕前は優れている。
メルルーシパ
竜型の魔導人形「裁きの魔竜」を駆る復讐鬼。魔族でありながら魔族に敵対する。

### 六賢人
神々の力が宿る特に重要な6つの魔導具（神器）の守護者。神器によって選ばれる。
魔人ファンダール
魔神オルライドが所持していた「魔神の杖」を預かる。六賢人の調停役を務めていた。アルカインの師匠だが、魔族の襲撃を受け現在何人かの弟子と一緒に行方不明となっている。
楽人シェリル
楽神レティアーヌが創り出した「楽神の竪琴」を預かる。非常に楽天的な性格で外見は桃色の長い髪の美少女、16歳と賢人の中ではかなり若い。魔人が行方不明になってからはアルカインの庇護者となる。
聖人クラニオン
聖神イスカの祝福そのものが込められたとされる「聖神の石」を預かる。白皙の美青年。聖教会を司り、世俗には関わらないとされながら絶大な権力と野心を持つ。暇な時は趣味の駄菓子屋をやっている。
工人ナボール
工神ニルヴァリオの所持していた万物を鍛え直すことが出来る「工神の金槌」を預かる老人。工人の工房を経営しており、聖教会はそのお得意様で繋がりが強い。
武人ホウジョウ
武神セシューの所持していたあらゆる物を切り裂くことが出来る「武神の刃」を預かる。東方の武人。個人の武力では敵う者がおらず、遠き東方では絶大な権威を誇る。
竜人カルドラ
竜神ドラウケラス自らが折った「竜神の角」を預かる非人間種族の代表。枝分かれした角を持つ青年の姿をとっている。竜人は基本的に人間に干渉しない方針。衰退していく竜人族の未来を憂いている。

### エルフール王国
イリアード
エルフール王国の第六位王位継承権を持つ王女。魔族に王都を乗っ取られたさいに、脱出し引退していたヒューゲルの元に身を寄せる。
ヴィオレ
記憶を奪われ魔族にされていたが、セロに元に戻される。イリアードの親友。
サーシャ
小さい頃にけがを負い王宮に迷い込んだところをイリアードに発見された黒狼。イリアードとヴィオレに助けられなついている。
ヒューゲル・サンエルフール・オーガスタ
かつては鉄槌の騎士と呼ばれていた。
クローガ
ヴィオレの父親の史学官。
ラウロブル四世
ルナスティアに操られ、王国ごと乗っ取られていたエルフール王国の国王。
セイルバン・トラファード・エルフール
王位継承権第五位で現王の弟。王都での異変の噂を聞き、王都に噂の真偽を確かめに行くも……。
エルシェナータ・サンエルフール・オリガン
愛称はエルシー。

### その他
リオーネ・ブレンダイル
フィノの母親。
フロスベルグ・ブレンダイル
フィノの父親。フロスベルグ魔導卿と呼ばれるブレンダイル皇国の皇家の系譜に連なる人間。
オウカ
魔人ファンダールの娘。
ルーファス
ゼルドナートの息子でオウカと結婚していた。セロの父親でもある。

## 大罪戦争と英雄
大罪戦争
数百年前に数十年続いた世界的な混乱。
大魔導師エスハール
史実にその名を見る事は少ないが、大罪戦争の中心人物で黒幕とも。「神界の大罪人」とも呼ばれる。フルネームはエスハール・フォーチュナー・クラムクラム。
無力の英雄ストラーダ
フルネームはストラーダ・フリーダ・ヴァンデルス。大罪戦争における「還流の輪環」の所持者。
蛮勇の神官アガモニ
禁書「アガモニの思索日記」の著者。フルネームはアガモニ・ラズー。
酒神の申し子ボールドール
常勝の神鷹フランシスカ
白銀の姫騎士ルチアナ
フェンダース
天元の職人マリアンヌ
再生の王ロヴィニオ

## 魔導具
天球木馬
地表から僅かに浮いて高速で移動できる木馬。
クラムクラムの羅針盤
神々のいる場所を指し示すと言われている羅針盤。使うためには神具が必要だと言われている。
火起こしの棒
火を起こすためのもの。子どもでも扱える簡単な消耗品。
昏倒の香水
匂いを嗅いだ者を昏倒させる香水。
夜魔の灯
ランタン型の照明。消耗品。
狼狩りの弓(ウルフハント)
予め溜めておいた魔力を打ち出す弓。野生の黒狼を狩るために作られた。
共鳴の石
遠隔地と映像・音声で通信できるレティスマの加護を得た青いガラス玉。大きさは掌に乗る程度。
黒のケーキナイフ
闇属性のケーキナイフ。闇を刀身に纏わせることで非常に丈夫にすることが可能。
夜を覆う外套(ナイト・オブ・コート)
内部が別の空間に繋がっている闇属性のコート。
闇語りの横笛
闇を自在に操ることができる笛。魔人ファンダールが作成した。
マリアンヌの道具袋
闇属性の空間拡張系の袋。中は小部屋程の広さで、様々なものをしまっておける。外見は少女趣味な袋。
闇の塊
夜の間に闇の力を少しずつ溜め込む黒い石。溜め込んだ闇の力を増幅して他の闇属性の魔道具の動力源にできる。
銀月の幻影
魔力を視覚化する眼鏡。オルタフの種が仕込まれている。
巡礼者の靴(ピルグリーム・ブール)
歩く際の負担を軽減してくれる靴。
告死鳥の靴
短距離を短時間で移動できる靴。移動の家庭は第三者からは瞬間移動のように見える。
蛇身刀
刀身が曲がるため、防御をしにくい刀。
神珠
魔道具に魔道具を使わせるための魔力の供給源。
サーベリオンの槍
ハイヤード工房で製作された槍。魔力の矢を飛ばすことが可能。模造品も存在する。
ハイヤードの傀儡
"傀儡の王"とも呼ばれる、他の魔導人形を統率する人形。ハイヤード工房で試作されたがある欠点のために封印されていた。
赤炎の剣
エルフールの騎士に支給される剣。
星天の箱庭
魔道具"箱庭の椅子"を通して遠隔地にいながら会議をすることができる。六賢人の会議で使用されている。
裁きの魔竜
儀礼用にも使用される竜を模った人形。サイズは黒狼を一回り大きくした程度。武器としても優秀で、一対多の戦闘で本領を発揮する。
白の籠守(パナンゾロン・スノウ)
エルフール王家に伝わる短剣。白い甲冑へと変形する。
旅の終わりの森
鏡面処理によって森一つを内包する空間。
鍛冶師の大槌(ルールーブ・フィスト)
重さを自在に変えることができる槌。
乾いた砂の壺(バゼンの壺)
部屋の湿気を取り除くための壺。
還流の輪環(ソリッド・トーラス)
生命と融合していなければ存在できない幻の魔道具。魔道具を使用不能にしたり、破壊したりすることができる。
バウリィの人形遊び
ハイヤード工房作の人形一式。バウリィという盤上で駒を動かすゲームを模っている。
王のバウリィ、左の従者アーウィ、右の従者ラーニィ、盾持ちのウォーリィ、馬車のファーリィ、道化のシルビィ、軍師のクロウリィからなる。
生命の布(ライフセイル)
魔力を回復力に変換する布。患部に巻いて使用する。
春雷の弓
実体のない矢を打ち出す弓。打ち出された矢に当たるとしばらくの間、体が麻痺して動かせなくなる。
四重奏の戦輪(チャクラム・カルテット)
四本で一組の棒。自在に飛び回らせ、敵を打ちのめすことができる。先端を刃物のようにすることもできる。
楽人の竪琴
神器のひとつ。聴く者の精神に干渉することができる。
工神の金槌
神器のひとつ。あらゆるものを鍛えなおし、叩きのめすことができる槌。
学士の覚え書き
分厚い本一冊分ほどの文字を記録・読み出すことができる紙とペンのセット。
真夜中の白昼(ライトポスト)
スポットライト。
魔窟の音叉(スフのフォーク)
打ち鳴らすと人の三半規管を狂わせる音叉。
紫電砲(ネムエルズカノン)
魔力を雷気に変換して撃ち出す魔道具。打ち出す雷気の形は自在に変更できる。
三界の祝福
地では獅子、空では鳥、海では竜に化身できる紫色の外套。
風斬りの指揮棒
制御の難しい風を自在に操る指揮棒。使用には膨大な魔力を必要とするため、製作者に失敗作と断じられている。
擬態の風船(ミミックバルーン)
任意の人物に見せかけることができる風船を作ることができる小さな棒。
鉄心の聖騎士(アイアンソウル)
巨大な人型の魔道具。
銀雪の守護騎士(シルバースノウ)
巨大な人型の魔道具。鉄心の聖騎士の改良品であり、魔道具本体は本体の内部のみとなっている。
浮遊庭園
古代の技術で作成された空に浮かぶ巨大な建設物。
飛天の籠
空中を移動するための籠。魔力を込めることで上部についた風船が浮力を生み、宙に浮くことができる。
純水の細剣
魔力を込めることで水の刀身が作られる剣の柄。
フランシスカの盾
体の上を滑るように動く半自動防御の盾を発生させる首飾り。複製品も存在する。
霧雨の刺突剣
突きの際、先端が無数に分裂するエストック。
四精の手槍(スピリチュアルスピア)
地水火風の属性に応じた魔力を一時的に吸収し、放出することができる槍。
虫籠
中に任意の対象を封じ込めることができる魔道具。
狂炎の籠手(フレアタスク)
高温の炎を操る籠手。
輝線の豪弓(シャイニーレイ)
マリアンヌ工房製の光の矢を打ち出す弓。
睡魔の鈴(スリーピーベル)
対象を強制的に眠らせる魔道具。
風読みの触覚
目を瞑ったままでも周囲の様子を把握できるようになる髪飾り。
地縛手(アーシーズハンド)
暴徒鎮圧用の魔道具。床に撒いて対象の足を掴んで動きを止める。
灼熱蜘蛛の巣
中に捕えた者を高温で焼く網。人道的見地から使用が禁止されている。
狂騒の蜘蛛(ラウドクラウド)
大音響を伴う煙幕。アルカイン捕縛を目的に開発された。
血雨の破線(ブラッディライン)
指定した任意の場所に強酸性の雨を降らせるドーム状の建物。
閃空の靴(エアライズブーツ)
万力の腕輪(ランブルバングル)
天象の衣(ホロスカーフ)
幽霊紳士録
寄生精神を宿した本。寄生精神を他者に憑依させ、所持者との絆を作ることができる。
影踏みの鏡面(ミラージュミラーズ)
影に自分自身を隠し、地表にはその幻影を見せる魔道具。
活閃の槍(グロウランス)
魔力を込めることで魔力の刃を発生させることができる杖。
雷撃の狼煙(スパークルビーコン)
合図用の音と光を打ち出す筒。
マリアンヌが神々を相手に戦うために作った魔導具
星船
星船の水瓶を動力炉として動く、小型の高速飛行艇。
黎明の天幕
あらゆる衝撃を吸収し、自在に伸び縮みする魔力の布を瞬間的に作り出すことができる魔導具。
王剣ロヴィニオ
マリアンヌが残した英雄達の武器の中でも、随一の攻撃力を誇る品。一振りすれば、光の刀が幾重にも敵陣を走り抜ける。加減できないという欠点がある。
砂塵の心臓
大量の砂を吹き出して操り、目くらましや牽制に用いる魔導具。
神弓マリアンヌ
数十本単位で光の矢を放つことができる武器。それぞれの矢は自動的に敵を追尾し、細かく分裂して数千本単位にまで増える。
血戦の遊戯盤
指定した範囲を、周りに被害を与えずに戦うための異空間へ転送する魔導具。
天槌ボールドール
遠隔攻撃が可能な槌でありながら、振り下ろした後も、本物の槌と同じように加圧を続けることができる武器。
星船の水瓶
「還流の輪環（ソリッド・トーラス）」の力を星船の動力炉となる液体の形で一定量まで貯めることができる魔導具。液体は輪環の持ち主がいなければあっと言う間に空気に溶けて消えてしまう。星船を操る操作盤でもある。
銀槍ルチアナ
一点突破の力に特化した武器。
月闇を照らす地図
縮尺を自在に変更でき、周囲の地形と自身の現在地、進んでいる方向などを一目瞭然に表示できる地図。ある程度の範囲なら、気象状況も教えてくれる。
禅刀フェンダース
使い手の身体能力、反射速度、思考速度を、ごく短時間だけ極端に跳ね上げる魔導具。威力はただの剣と変わらない。
勇壮なる聖歌隊
神々が発する精神攻撃のたぐいを音楽で無効化する魔導具。
破杖アガモニ
神弓よりは狭い範囲で跡形もなくなるほどに相手を吹き飛ばす衝撃波を放つことができる武器。魔力そのものを衝撃波に変えているため、風防の結界などもおそらくは通用しない。
金糸の風車
神々が放つ気体状の攻撃から身を守ることができる魔導具。
影盾フランシスカ
外からの攻撃を風船のような弾力で弾き落とし、内側からの攻撃には干渉しない保護膜のようなものを周囲に張ることができる魔導具。
輪環の守護星
それぞれの武器へ輪環の力を送るためのペンダント。
魔鏡ストラーダ
「還流の輪環（ソリッド・トーラス）」の遠隔発動を可能とし、神々を還すことができる魔導具。英雄達の名前を冠した八つの魔導具の中で、唯一、武器でも防具でもない。

## 既刊一覧
- 渡瀬草一郎（著）・碧風羽（イラスト）、メディアワークス→アスキー・メディアワークス〈電撃文庫〉、全10巻
  - 『輪環の魔導師 闇語りのアルカイン』、2007年11月10日発売[2]、ISBN 978-4-8402-4066-6
  - 『輪環の魔導師2 旅の終わりの森』、2008年3月10日発売[3]、ISBN 978-4-8402-4191-5
  - 『輪環の魔導師3 竜骨の迷宮と黒狼の姫』、2008年7月10日発売[4]、ISBN 978-4-04-867132-3
  - 『輪環の魔導師4 ハイヤードの竜使い』、2008年10月10日発売[5]、ISBN 978-4-04-867268-9
  - 『輪環の魔導師5 傀儡の城』、2009年3月10日発売[6]、ISBN 978-4-04-867598-7
  - 『輪環の魔導師6 賢人達の見る夢』、2009年7月10日発売[7]、ISBN 978-4-04-867906-0
  - 『輪環の魔導師7 疾風の革命』、2010年4月10日発売[8]、ISBN 978-4-04-868462-0
  - 『輪環の魔導師8 永き神々の不在』、2011年1月10日発売[9]、ISBN 978-4-04-870237-9
  - 『輪環の魔導師9 神界の門』、2011年8月10日発売[10]、ISBN 978-4-04-870740-4
  - 『輪環の魔導師10 輪る神々の物語』、2012年8月10日発売[11]、ISBN 978-4-04-886857-0